# Karl VII của Thánh chế La Mã
Karl VII (6 tháng 8 năm 1697 – 20 tháng 1 năm 1745) là Tuyển hầu tước của Bayern từ năm 1726 và là Hoàng đế La Mã Thần thánh từ 24 tháng 1 năm 1742 đến khi ông qua đời, năm 1745. Là một thành viên của Nhà Wittelsbach, Karl được chú ý là người duy nhất không thuộc Nhà Habsburg trở thành Hoàng đế trong 3 thế kỷ qua mặc dù ông kết hôn con gái út của Joseph I, Hoàng đế La Mã Thần thánh và là hậu duệ của Habsburg Felipe I của Castilla.